# Heikki Castrén

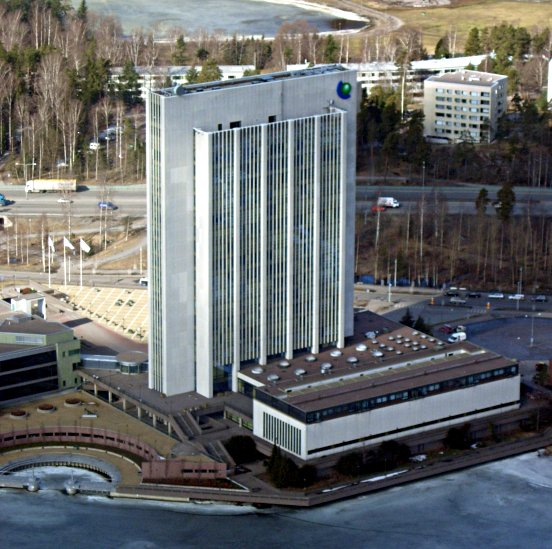
Fortums huvudkontor i Esbo.

Viljo Heikki Castrén, född 8 augusti 1929 i Helsingfors, död där 24 januari 1980, var en finländsk arkitekt.
Castrén avlade 1955 examen vid Tekniska högskolan i Helsingfors och var verksam vid Viljo Revells arkitektbyrå från 1956. Efter Revells frånfälle 1964 blev Castrén ledare för en arkitektbyrå som fullbordade Korvhuset (1967) och försäkringsbolaget Pohjolas hus (1969) i Helsingfors. Senare ledde Castrén planeringen av bland annat Esbo stadshus (1972) och nuvarande Fortums huvudkontor i Esbo (1973).